# Microdon claripennis
Microdon claripennis är en tvåvingeart som först beskrevs av James Stewart Hine 1914.  Microdon claripennis ingår i släktet myrblomflugor, och familjen blomflugor.
Artens utbredningsområde är Guatemala. Inga underarter finns listade i Catalogue of Life.